# Дачное (Ленинградская область)
Да́чное — посёлок в Павловском городском поселении Кировского района Ленинградской области.

## История
В 1930-е годы на территории современного посёлка Дачное располагался посёлок ЦНИГРИ (современный Всероссийский научно-исследовательский геологический институт имени А. П. Карпинского).

План посёлка ЦНИГРИ. 1941 год

Согласно топографической карте РККА 1941 года посёлок насчитывал 63 двора.
Посёлок ЦНИГРИ был освобождён от немецко-фашистских оккупантов 21 января 1944 года.
По административным данным 1966 года в подчинении Павловского поссовета Тосненского района находились посёлки ЦНИГРИ и Дачное, находящиеся от него на одинаковом (12 км) удалении.
В 1971 году, решением Ленинградского облсовета от 5 февраля, посёлок ЦНИГРИ был упразднён.
По административным данным 1973 года в подчинении Павловского поссовета находился только посёлок Дачное.
По данным 1990 года посёлок Дачное входил в состав Павловского поссовета Кировского района.
В 1997 году в посёлке Дачное Павловского поссовета проживали 15 человек, в 2002 году — 29 человек (русские — 97 %).
В 2007 году в посёлке Дачное Павловского ГП — 33.

## География
Посёлок расположен в западной части района к юго-востоку от центра поселения, посёлка Павлово, на автодороге 41А-004 (Павлово — Мга — Луга).
Расстояние до административного центра поселения — 6 км.
К югу от посёлка расположена остановочная платформа 45 км и железнодорожная развязка с линией Мга — Гатчина-Товарная.
Посёлок находится на правом берегу реки Мга, в месте впадения в неё ручьёв Крутой (левый приток) и Известковый (правый приток).

## Демография
| 2007 | 2010 | 2017 |
| ---- | ---- | ---- |
| 33   | ↘24  | ↗39  |

## Улицы
Сквер № 1, Сквер № 2, Сквер № 3, Сквер № 4, Боровая, Железнодорожников, Заводская, Заводской переулок, Зелёная, Комендантская, Косая, Лесная, Луговая, Мира, Моховая, Набережная реки Мги, Нагорная, Нагорный переулок, Новая, Полевая, Ручейная, Садовая, Свирьстроевская,  Хвойная, Центральная, Широкая, Шоссейная.